# Baryphanes
Baryphanes is een geslacht van vlinders van de familie eenstaartjes (Drepanidae).

## Soorten
- B. microspila Turner, 1942
- B. niphosema Lower, 1908